# Kinder der Sonne

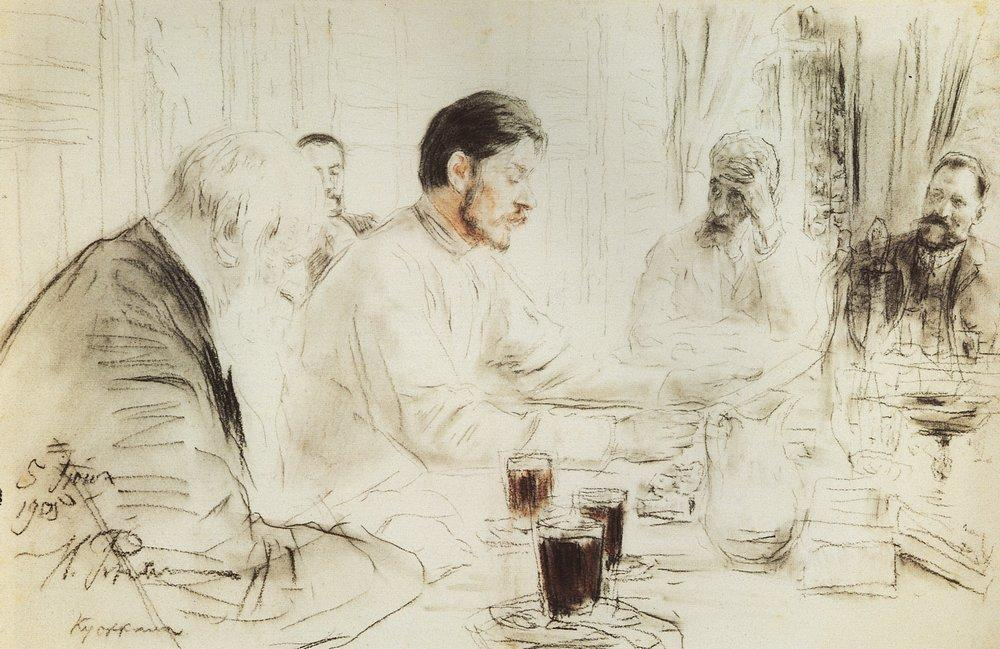
Ilja Repin (1905): Gorki liest aus seinem Drama Kinder der Sonne

Kinder der Sonne (russisch Дети солнца,  Deti solnza) ist ein Drama des russischen Schriftstellers Maxim Gorki, das Anfang 1905 geschrieben und am 25. Oktober desselben Jahres im Petersburger Kommissarshewskaja-Theater uraufgeführt wurde. Kasimir Brawitsch spielte den Protassow und Wera Komissarschewskaja seine Schwester Lisa.
Victor Barnowsky stellte das Stück dem deutschen Publikum am 25. Januar 1906 auf der Bühne des Kleinen Theaters Unter den Linden vor. Diese erste deutsche Inszenierung erlebte siebzig Vorstellungen. Am 7. März 1906 besuchte Gorki – auf der Durchreise – eine davon. Das Theaterpublikum feierte den Bühnenautor mit stürmischen Zurufen.

## Überblick
Gorki thematisiert den Choleraaufstand anno 1892 an der unteren Wolga. Die von den Herrschenden in dumpfer Unwissenheit gehaltene Bevölkerung – im Stück verkörpert besonders durch den Schlosser Jegor – sucht die Schuld an der Epidemie im Besitzstreben der Ärzteschaft und will dem Chemiker Protassow – der angeblich die Arzneien macht – ans Leben. Da Gorki das Stück unmittelbar nach dem Petersburger Blutsonntag 1905 schrieb und der Zensur entgehen wollte, verlegte er den Aufruhr, der weder von den Eliten noch von Dienstklassen vorausgesehen wurde, in die Zeit um 1892.

## Historie
Im Zusammenhang mit dem Petersburger Blutsonntag war Gorki vom 22. Januar bis Ende Februar in der Peter-und-Paul-Festung eingekerkert worden und fand dort Muße zur Niederschrift des Stücks. Am 22. Juni 1905 las er den Text Freunden – darunter dem Maler Repin – in Kuokkala vor. Im selben Jahr erschien die erste Buchausgabe in russischer Sprache bei J.H.W. Dietz Nachfolger in Stuttgart. Alexander von Huhns Übertragung ins Deutsche kam 1906 im Berliner J. Ladyschnikow Verlag heraus. Ebenfalls 1906 übertrug Jakob Gordin das Stück ins Jiddische. 1986 übertrug Dominique Quéhec das Stück ins Französische: Les Enfants du soleil.

## Titel
Gorki spielt mit dem Titel ironisch auf eine Art Elfenbeinturm an, in dem der Chemiker Protassow und die Bürger in seinem Umfeld leben. Die damit verbundene Sonnen-Metapher taucht im Stück gleich siebenmal auf:
Da meint Jelena – das ist Protassows Ehefrau – ein Künstler müsse an die Macht der Schönheit, dem Sonnenlicht vergleichbar, glauben. Protassow schlägt dem Maler Wagin „Zur Sonne“ als Titel seines aktuellen Werkes vor. Und derselbe Protassow beschreibt euphorisch die Menschwerdung als Krone der Schöpfung aus dem Urschleim – genauer aus einem „Klümpchen Eiweiß im Schein der Sonne“. Dieser Chemiker ist es auch, der den Titel des Stücks im Munde führt: „… wir Menschen, die Kinder der Sonne …“ Die beiden tragischen Figuren des Stücks – der Veterinär Tschepurnoi und seine unglückliche Braut Lisa, die geisteskranke Schwester Protassows – monieren das sonnendurchflutete Gemälde: Der Tierarzt fragt: „… sind auch diese Kerle … sind auch sie Kinder der Sonne?“ Er meint die Unterschicht, jenes ungehobelte Volk, das Protassow schließlich beinahe umbringt. Lisa muss die Frage des Geliebten verneinen. Um den oben genannten Elfenbeinturm streunen lauter Bestien. Wie geht die Geschichte nun aus? Der weitere Handlungsverlauf folgt aus einer unumstößlichen Tatsache. Elfenbeinturmbewohner sind an Engstirnigkeit gewöhnlich nicht zu überbieten. So auch hier. Die Bürger machen einfach weiter. Wagin will das Bild „Zur Sonne“ unbedingt fertigstellen. Protassow muss Wagins Absicht gutheißen, denn dieser Maler drehe sich um die Sonne und befinde sich somit „in Harmonie mit dem System“.
Bei dieser Entwicklung der Dinge nimmt es nicht wunder, dass der Schlosser Jegor auf dem dramatischen Gipfelpunkt des Stücks seinen Brotgeber Protassow als herausragenden Repräsentanten der verhassten Eierköpfe würgt.

## Inhalt
Melanija Kirpitschowa, die Schwester des 40-jährigen Veterinärs Tschepurnoi, macht sich an Protassow heran; nennt ihn einen neuen Pasteur, liest sein Buch, kann aber als Nichtchemikerin die chemische Wissenschaft nicht verstehen. Melanija hatte als 20-Jährige einen reichen alten Mann geheiratet, war mit dem Altersunterschied nicht zurechtgekommen und hat einen missglückten Suizid hinter sich. Nun als reiche Witwe sticht sie der Hafer. Als Protassow den massiven Annäherungsversuch endlich bemerkt, reagiert er irritiert. Er sei doch verheiratet. Überdies habe Melanija fettige Lippen.
Protassow hat weiter nichts als seine chemischen Experimente im Kopf. Seine Ehegattin Jelena fühlt sich vernachlässigt und sucht Abwechslung bei Protassows Schul- und Studienfreund, dem Maler Wagin. Beide Herren haben die Naturwissenschaften studiert. Wagin war abtrünnig geworden.
Jelena weist Wagin zwar ab, doch sie will Protassow verlassen. Schließlich hält sie aber im entscheidenden Moment – also als der Choleraaufstand sich gegen Protassow wendet – zu ihrem Mann. Zuvor hat sich diese einzige positive Heldin im Stück unerschrocken um Cholerakranke – zum Beispiel um die Frau des Schlossers Jegor – gekümmert.
Die Protassows haben eine Wohnung bei Nasar Wygrusow gemietet. Dieser Hausbesitzer und sein Sohn Mischa wollen den prominenten Chemiker in einer kapitalträchtigen Unternehmung als Mitarbeiter ausnutzen. Nasar hofft auf baldige Mitarbeit seines Mieters, auch, weil Protassow mit der Mietzahlung im Rückstand ist. Protassow hat kein bisschen Interesse an der Vermarktung der chemischen Wissenschaft. Dieser Chemiker schwärmt zum Beispiel: „… wenn man erst aus chemisch verarbeitetem Holz Fasern spinnen kann, werden wir Westen aus Eiche und Röcke aus Birke tragen.“ Nasar und Mischa bleiben dabei – in ihrer neuen chemischen Fabrik soll Protassow der Verwalter werden.
Zu den Liebespaaren im Stück zählen auch – wie oben angedeutet – Lisa und Tschepurnoi. Lisa weist Tschepurnoi ab. Dieser gibt sich als Ukrainer hartnäckig. Lisas Geisteskrankheit schreckt ihn nicht ab, wenn sie gesteht: „… ich fürchte mich vor denen, die mich nicht verstehen! Das ist meine ganze Krankheit …“ Tschepurnoi erkennt: „Sie weist mich nicht darum ab, weil ich ihr zuwider bin, sondern weil sie sich vor ihrer Krankheit fürchtet.“ Ihr Geständnis „… ich kann nicht … ich will keine Kinder“ bringt ihn aus dem Konzept. Er will in ein anderes Gouvernement gehen. Als ihn Lisa dann endgültig abweist, erhängt er sich „an einer Weide am Fluß“. Die Generalstochter Lisa will sich erschießen. Vergebliche Mühe – die positive Heldin Jelena ringt ihr das Mordwerkzeug ab.

## Aufstand
Gorkis Lieblingsthema, die Revolution, darf nicht fehlen. Die geisteskranke Lisa fungiert in dem Fall als eines seiner Sprachrohre, wenn sie die Mitglieder der russischen Oberschicht aufrüttelt: „… der Haß unter den Millionen wächst … Eines Tages wird sich ihre Wut gegen euch kehren.“ Das Warum beantwortet die irrsinnige Lisa gleich hernach: „Weil ihr satt und gut gekleidet seid … Der Haß ist blind, aber ihr seid gut zu sehen, er wird euch finden!“

## Selbstzeugnis
- Nach Nadeshda Ludwig[17] artikuliere Gorki in dem Stück seine Enttäuschung über die Haltung der Intellektuellen während des Petersburger Blutsonntags. In dem Kontext sei Gorkis Äußerung vom 22. Januar 1905 zu verstehen: „Der erste Tag der Revolution war der Tag des moralischen Zusammenbruchs der russischen Intelligenz.“[18]

## Neuere Aufführungen
- 1983, Staatliche Schauspielbühnen Berlin: Regie: Harald Clemen
- 2001, Theater des Ostens, Regie: Vera Oelschlegel
- Die Übersetzung von Werner Buhss brachte Markus Heinzelmann am 7. Februar 2008 auf die Bühne des Theaterhauses Jena.
- 2013 Schauspielhaus Zürich, Regie Daniela Löffner
- Am 21. Januar 2014 wurde Nurkan Erpulats Inszenierung im Maxim Gorki Theater Berlin aufgeführt. Thomas Wodianka spielte den Protassow, Marina Frenk seine Schwester Lisa und Till Wonka den Tschepurnoi.[19]
- 2014 Schauspiel Frankfurt: Regie: Andrea Moses und Oliver Reese
- 2015 Theater Basel, Inszenierung: Nora Schlocker
- 2016 THEO Oberzeiring, Inszenierung: Peter Faßhuber
- 2017 Theater Baden Baden, Inszenierung: Otto Kukla
- 2017 Residenztheater München, Inszenierung: David Bösch
- 2022 Schauspielhaus Bochum, Regie: Mateja Koležnik

## Verfilmung
- 1967 DDR: Fernsehfilm von Fritz Göhler.

## Rezeption
- Nadeshda Ludwig schreibt: „Die Kapitalisten sind satirisch gezeichnet.“[20]
- Iwona Uberman bei moe-kultur.de: Kinder der Sonne. Maxim Gorki am Deutschen Theater Berlin
- Berlin, 15. Oktober 2010: Wolfgang Behrens: Ulrich, Nina und die anderen Inszenierung Stephan Kimmigs
- Frankfurt am Main, 21. Januar 2014: Kerstin Holm: Gorki am Schauspiel Frankfurt. Die Tagträume der kreativen Klasse
- Berlin, 22. Januar 2014: Dirk Pilz: Maxim-Gorki-Theater. Her mit dem Zaunpfahl!
- Nürnberg, 21. Februar 2015: Inszenierung Sascha Hawemann

## Deutschsprachige Ausgaben

### Verwendete Ausgabe
- Kinder der Sonne. Deutsch von Georg Schwarz. Mit einem Nachwort und Anmerkungen von Ilse Stauche. S. 341–452 in: Maxim Gorki: Dramen II. 672 Seiten. Bd. 21 aus: Eva Kosing (Hrsg.), Edel Mirowa-Florin (Hrsg.): Maxim Gorki: Gesammelte Werke in Einzelbänden. Aufbau-Verlag, Berlin 1974